# Erendira atrox
Erendira atrox là một loài nhện trong họ Corinnidae.
Loài này thuộc chi Erendira. Erendira atrox được Lodovico di Caporiacco miêu tả năm 1955.